# Евстратов, Вячеслав Макарович
Вячеслав Макарович Евстратов (29 ноября 1930, Орёл, РСФСР — 9 декабря 2013, Москва, Российская Федерация) — советский и российский тренер по лёгкой атлетике, заслуженный тренер РСФСР.

## Биография
С 1966 по 1990 год подготовил двадцать чемпионов СССР по лёгкой атлетике. Среди его учеников: Анатолий Димов — финалист летних Олимпийских игр в Москве (1980) в беге на 3000 метров с препятствиями, Екатерина Подкопаева — чемпионка мира в беге на 1500 метров 1995 г., Сергей Афанасьев — призёр Чемпионата Европы 1986 г. в беге на 1500 метров, Сергей Епишин — чемпион СССР в беге на 3000 метров с препятствиями.
С 1999 года совместно с тренером Л. М. Мирошниченко готовил члена сборной команды по лёгкой атлетике Юрия Борзаковского к выступлению на летней Олимпиаде в Сиднее (2000), на которой спортсмен в финальном забеге на 800 метров занимает шестое место. С 2000 по 2004 гг. под руководством тренера Юрий Борзаковский неоднократно побеждает на чемпионатах России, Европы и мира, а в 2004 году становится олимпийским чемпионом летних Игр в Афинах в беге на 800 м.
В 1980 г. за большой вклад в подготовку спортсменов высокого класса присвоено звание заслуженного тренера РСФСР.
Почётный гражданин города Жуковский.